# Ramses 3.

Usimare Ramses III (også skrevet Ramesses eller Rameses) var den anden farao i det 20. dynasti.
Han var søn af Setnakhte og Dronning Tiy-merenese.
Det menes at han regerede fra marts 1186 f.kr. til april 1155 f.kr.